# 白壁彦夫
白壁 彦夫（しらかべ ひこお、1921年（大正10年）10月12日 - 1994年（平成6年）12月29日）は、日本の医師、医学博士。
福岡県生まれ。旧制千葉医科大学を卒業後、同大学第一内科講師を経て、順天堂大学消化器内科教授となる。千葉医科大学在籍中に「胃X線二重造影法」を開発し、世界をリードした。著書に「腹部X線読影テキスト」「消化管X線読影講座」などがある。その功績を記念し、「白壁賞」という賞が消化器の研究者に対して贈られている。

## 受賞歴
- 1969年度 朝日賞（胃のX線二重造影法の開発とそれによる早期胃ガン診断技術確立の功績）[1]
- 1988年度 武田医学賞（胃のX線二重造影法の開発とその応用による我が国胃がん治療成績の向上）[2]
- 1993年度 高松宮妃癌研究基金学術賞